# Göte Andersson
Göte Andersson (Stoccolma, 19 febbraio 1909 – Uppsala, 12 maggio 1975) è stato un pallanuotista svedese che ha partecipato alle Olimpiadi estive di Berlino 1936, giocando 5 partite.